# Sphegigaster persiana
Sphegigaster persiana is een vliesvleugelig insect uit de familie Pteromalidae. De wetenschappelijke naam is voor het eerst geldig gepubliceerd in 2011 door Mitroiu & Madjdzadeh.